# اسارت در شام

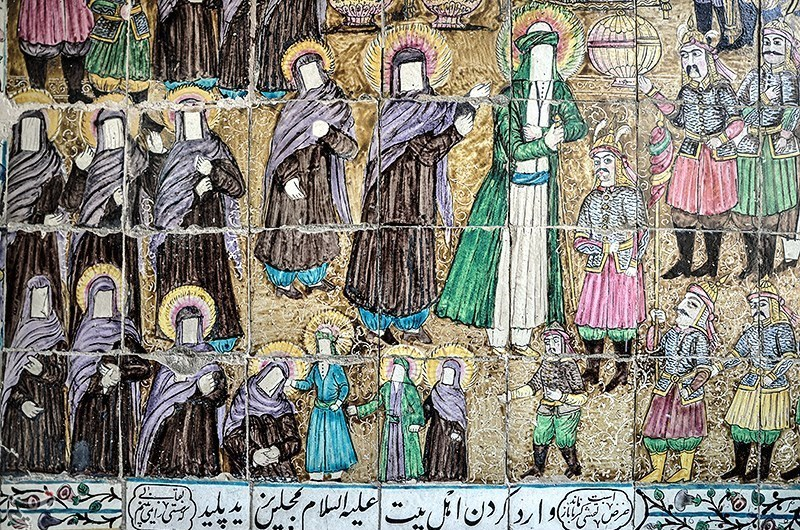
کاشی کاری اسرا در کاخ یزید

پس از واقعه کربلا، عبیدالله بن زیاد سر بریدهٔ حسین بن علی را به زحر بن قیس داد و به شام فرستاد و بدنبال آنها زین العابدین را زیر غل جامعه قرار داده و دست به گردن بسته و اهل بیتش را بر شتران برهنه سوار کرده روانه کرد.
و به روایتی، پس از آنکه عبیدالله بن زیاد سر حسین را به شام فرستاد فرمان داد زنان و کودکان را مهیای سفر به شام کرده و دستور ویژه‌ای راجع به سجاد داد مبنی بر اینکه روی غلی که بر گردن او بود غل دیگری قرار دادند و سپس همه را به دنبال سرهای کشته‌شدگان همراه با محفر بن ثعلبه عائذی و شمر بن ذی الجوشن روانه نمود کاروان زنان و اطفال همه جا طی طریق نموده تا به جماعتی که حامل سرهای کشته‌شدگان بودند ملحق شدند.

## منازل عبوری کاروان اسراء بین کوفه و شام

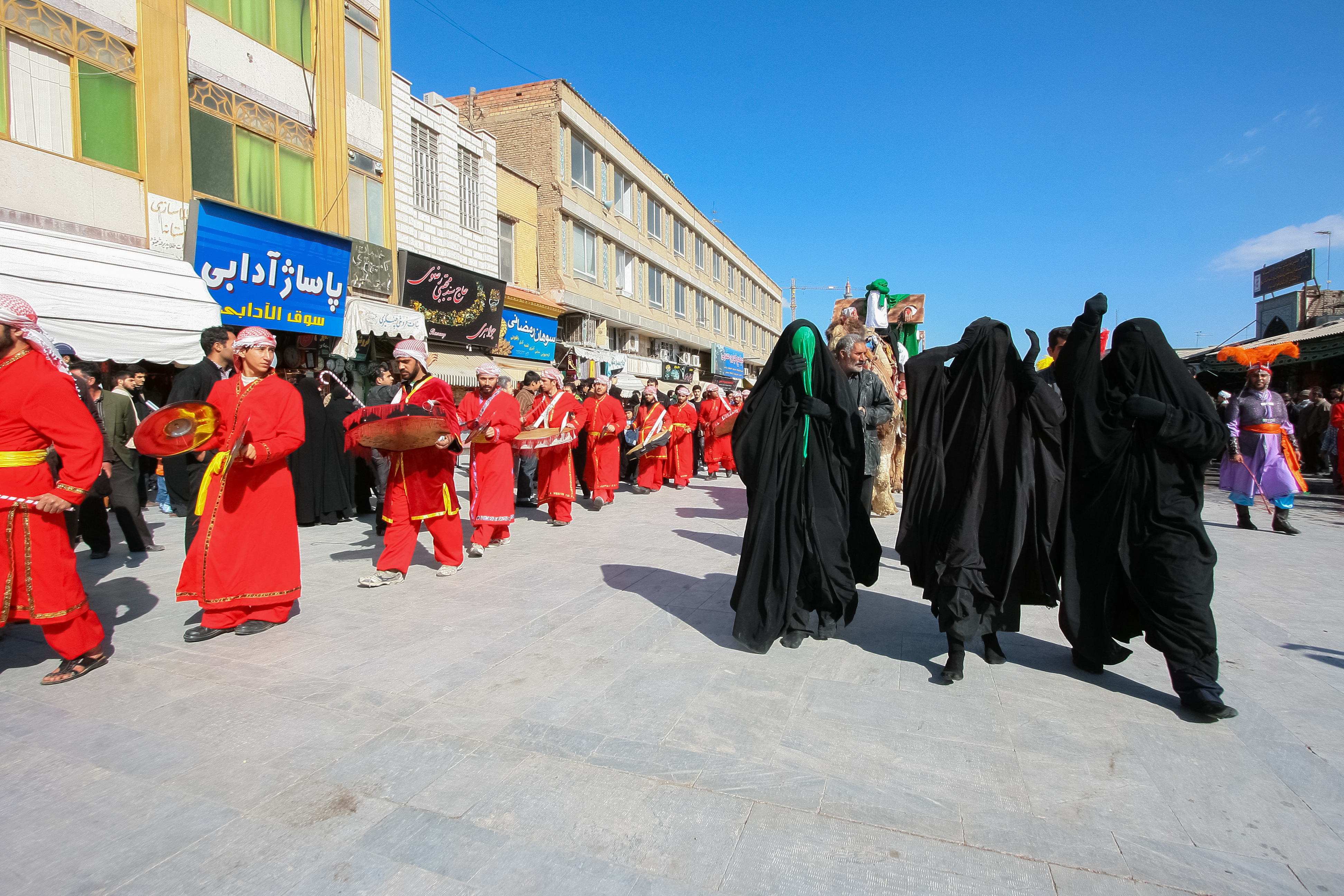
تعزیه ای از اسرای شام، اجرا شده در روز اربعین در شهر قم که در آن اسیران زن در میان تبل و شادی لشکریان شهر شام هستند

روزی که لشکر ابن‌زیاد از کوفه بیرون آمدند منزل اول شهر قادسیه بود که از آن اهل بیت حسین را عبور دادند.
پس از آن منازل طی شده به ترتیب عبارتند از:
۱. شهرتکریت، ۲. منزل کحیله، ۳. منزل جهنیه، ۴. منزل موصل، ۵. منزل نصیبین، ۶. شهر حلب، ۷. شهر سرمدین، ۸. منزل حرّان، ۹. منزل اندرین، ۱۰. معرة النعمان، ۱۱. شیزر، ۱۲. قلعه کفر طاب، ۱۳. سیبور، ۱۴. منزل حماة، ۱۵. شهر حمص، ۱۶. شهربعلبک، ۱۷. صومعه راهب، ۱۸. شهر عسقلان. پس از این منازل اسرا به شهر شام رسیدند.

## ورود اسرا و سرهای کشته‌شدگان به شام
سرها و اسرا وارد شام شدند سر حسین را بر رمح بلندی زده بودند و خولی آن رمح را می‌کشید و به آواز بلند می‌گفت: «منم آن کسی که دشمنان یزید را کشتم و به خون آغشتم» ام‌کلثوم با چشم گریان گفت: «ای دشمن خدا فخر می‌کنی به کشتن کسی که جبرئیل گهواره جنبان او بوده و میکائیل ذکر خواب گوینده و اسرافیل بدوش کشنده و اسمش در عرش خدا نوشته جدش خاتم‌الانبیاء بوده و مادرش فاطمه زهراء است و پدرش قاتل مشرکین است».
سرهای جوانان اهل بیت هیجده سر بود، بعد از سر حسین سر علی اکبر را آوردند پس از او سر عباس بن علی بر نیزه بود و حامل آن سر قشعم جعفی بود بعد از او سر عون بود نیزه دار سنان بن انس نخعی بود همین نحو سرها را پشت سر هم وارد می‌کردند. پشت سرها اسیران وارد شدند پیشاپیش آنها زین العابدین بود.

## اقامت اسرا در خرابه‌ای در شام
پس از آنکه سپاه یزید اسراء را به شهر شام وارد کردند، کثرت جمعیت و ازدحام تماشاچیان بقدری بود که راه نمی‌دادند سرها و اسراء را سریع حرکت دهند.
هر چه خواستند اسراء را از دروازه ساعات داخل کنند انبوه جمعیت مانع شد و این امر ممکن نگردید لذا بالاجبار ایشان را از دروازه نودِر وارد کردند، ظهر بود که آن‌ها را به مسجد جامع شهر رساندند و از آنجا به طرف دارالاماره یزید انتقال دادند.
مقدار سه ساعت آن‌ها را در دارالاماره نگاهداشتند و به همین جهت آنجا را باب‌الساعات نامیدند. آن روز اهل بیت را به مجلس یزید وارد نکرده‌اند بلکه ایشان را در خرابه‌ای اسکان دادند و روز بعد آنها را به مجلس یزید وارد کردند.
علامه مجلسی می‌نویسد:
«حلبی از حضرت جعفر صادق روایت می‌کند چون زین العابدین را با اهل بیتش به شام بردند اسراء به یکدیگر می‌گفتند ما را بدین منزل ویرانه جای داده‌اند که خانه بر سر ما فرود آید، پاسبانان که رفت‌وآمد به آن خانه می‌کردند به یکدیگر می‌گفتند:
اینها از سقف شکسته می‌ترسند مبادا بر سرشان خراب شود و خبر ندارند که فردا چون به حضور امیر رسند حکم به قتل ایشان می‌نماید.» آن شب را اسرا در آن خرابه به سر بردند.